# Maratona sul Brembo

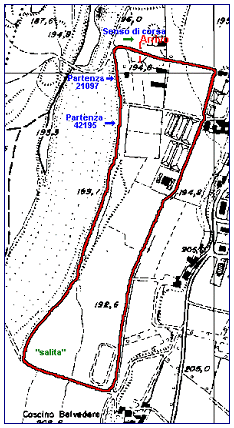
Tracciato gara - 2093 metri -

La Maratona sul Brembo è una gara podistica che si disputa sulla lunghezza standard della maratona (42195 metri).
Si disputa su di un percorso circolare di 2093 metri da percorrere per venti volte più un tratto di “lancio” di 335 metri.
Nelle prime due edizioni (2004 e 2005) era abbinata anche la gara sulla distanza della “mezzamaratona” (21097 metri).
La Maratona su Brembo è organizzata dal gruppo sportivo ASD Runners Bergamo.
Il percorso è ricavato all'interno del Parco Callioni nel comune di Treviolo, frazione Roncola, nelle vicinanze del fiume Brembo.

## Curiosità
È la prima gara di maratona che si svolge nell'anno solare in Italia.
Si svolge sempre il 6 gennaio il giorno della Befana che è presente alla manifestazione distribuendo dolci a tutti i presenti.

## Conteggio giri
Il conteggio dei giri è affidato sia ai giudici FIDAL, che effettuano un controllo manuale, sia ad un sistema elettronico tramite “transponder radio” (comunemente chiamato “chip”)

## Risultati

### Prima edizione - Anno 2004

#### Maratona
Atleti classificati 90.
| Classifica Femminile        |                     |            |
| Italia Paola Sanna          | GS Polizia di Stato | 2h 58'52"  |
| Italia Maria Luisa Costetti | GS Lamone           | 3h 21' 08" |
| Italia Monica Lucchini      | Atletica Rigoletto  | 3h 33' 51" |
| Classifica maschile         |                     |            |
| Italia Fabrizio Baldis      | GAV Vertova         | 2h 36'19"  |
| Italia Daniele Cesconetto   | Atletica Mareno     | 2h 42' 04" |
| Italia Valentino Caravaggio | Conad AVIS Runners  | 2h 42' 48" |

#### Mezza maratona
Atleti classificati 100.
| Classifica Femminile          |                         |            |
| Italia Katiuscia Nozza Bielli | Equipe Ultramarathon    | 1h 24'14"  |
| Italia Elena Porta            | Polisportiva Besanese   | 1h 29' 58" |
| Italia Rosangela Gregis       | GS AVIS Treviglio       | 1h 39' 38" |
| Classifica maschile           |                         |            |
| Italia Marco Pasinetti        | GAV Vertova             | 1h 12' 08" |
| Italia Marco Leidi            | Atletica Valle Brembana | 1h 12' 09" |
| Italia Alberto Conti          | Pagnona Team Conti      | 1h 12' 42" |

### Seconda edizione - Anno 2005

#### Maratona
Atleti classificati 115.
| Classifica Femminile        |                      |            |
| Italia Paola Sanna          | ASD Runners Bergamo  | 3h 01'58"  |
| Italia Tina Formisano       | Marathon Club Seveso | 3h 30' 57" |
| Italia Maria Luisa Costetti | GS Lamone            | 3h 34' 51" |
| Classifica maschile         |                      |            |
| Italia Vittoriano Vielmi    | GS Semonte           | 2h 40'25"  |
| Italia Matteo Crotti        | Gamber de Cuncures   | 2h 43' 15" |
| Italia Damiano Cortinovis   | Fila Young Running   | 2h 43' 32" |

#### Mezza maratona
Atleti classificati 154.
| Classifica Femminile      |                         |            |
| Italia Paola Zaghi        | Atletica Ambrosiana     | 1h 25' 04" |
| Italia Daniela Majer      | Atletica Bergamo 59     | 1h 26' 39" |
| Italia Marta Lualdi       | Atletica Valle Brembana | 1h 29' 42" |
| Classifica maschile       |                         |            |
| Italia Marco Pasinetti    | GAV Vertova             | 1h 12' 10" |
| Italia Severino Masserini | GAV Vertova             | 1h 15' 02" |
| Italia Alberto Conti      | Pagnona Team Conti      | 1h 15' 33" |

### Terza edizione - Anno 2006

#### Maratona
Atleti classificati 143.
| Classifica Femminile      |                               |            |
| Italia Daniela Vassalli   | La Recastello Radici Group    | 3h 04' 40" |
| Italia Lorena Di Vito     | Pro Patria Milano             | 3h 07' 05" |
| Italia Paola Sanna        | ASD Runners Bergamo           | 3h 08' 28" |
| Classifica maschile       |                               |            |
| Italia Emanuele Zenucchi  | La Recastello Radici Group    | 2h 31'41"  |
| Italia Damiano Cortinovis | Fila Young Running            | 2h 35' 15" |
| Italia Marco Redaelli     | ALS Cremella Sport Specialist | 2h 35' 19" |

### Quarta edizione - Anno 2007

#### Maratona
Atleti classificati 217.
| Classifica Femminile     |                                |            |
| Italia Lorena Di Vito    | Pro Patria Milano              | 3h 01' 32" |
| Italia Paola Sanna       | ASD Runners Bergamo            | 3h 05' 12" |
| Italia Lorena Panebianco | GS Zeloforamagno               | 3h 08' 12" |
| Classifica maschile      |                                |            |
| Italia Luca Baroncini    | GS Le Panche Castelquarto      | 2h 35' 25" |
| Italia Claudio Leoncini  | GS Bancari Romani              | 2h 37' 43" |
| Italia Marco Cortinovis  | Polisportiva Atletica Presezzo | 2h 44' 24" |

### Quinta edizione - Anno 2008

#### Maratona
Atleti classificati 206.
| Classifica Femminile       |                                  |            |
| Italia Lorena Di Vito      | Pro Patria Milano                | 2h 58' 37" |
| Italia Carmela D'Ambra     | ASD Marathon Club Isola d'Ischia | 3h 19' 14" |
| Italia Giovanna Zappitelli | ASD OPOA Team Running Trasacco   | 3h 23' 40" |
| Classifica maschile        |                                  |            |
| Italia Luca Baroncini      | GS Le Panche Castelquarto        | 2h 39' 27" |
| Italia Filippo Giannetto   | GP Casalese                      | 2h 44' 43" |
| Italia Marco Busi          | AVIS-AIDO Almenno San Salvatore  | 2h 47' 51" |

### Sesta edizione - Anno 2009

#### Maratona
Atleti classificati 153.
Nota. L'edizione del 2009 si è svolta sotto una copiosa nevicata.
| Classifica Femminile         |                                |            |
| Italia Paola Maria Mazzolini | Atletica Cologno al Serio      | 3h 18' 46" |
| Italia Irene Psaier          | ASV L.G. Sschlern Raiffeisen   | 3h 19' 14" |
| Italia Lorena Di Vito        | Pro Patria Milano              | 3h 32' 15" |
| Classifica maschile          |                                |            |
| Italia Emanuele Zenucchi     | La Recastello Radici Group     | 2h 42' 03" |
| Italia Lorenzo Trincheri     | US Maurina Olio Carli          | 2h 43' 28" |
| Italia Ivan Cudin            | Gruppo Marciatori Udinesi UOEI | 2h 48' 37" |

### Settima edizione - Anno 2010

#### Maratona
Atleti classificati 241.
| Classifica Femminile       |                              |            |
| Italia Monica Casiraghi    | Fila Equipe                  | 2h 58' 19" |
| Italia Irene Psaier        | ASV L.G. Sschlern Raiffeisen | 3h 09' 47" |
| Italia Cinzia Bertasa      | GSA Marinelli                | 3h 17' 51" |
| Classifica maschile        |                              |            |
| Italia Andrea Bifulco      | Corradini Rubiera            | 2h 41' 00" |
| Italia Giovanni Bertoncini | Marathon Team Bergamo        | 2h 43' 18" |
| Italia Silvio Bertone      | Atletica Zerbion             | 2h 43' 53" |

## Record della manifestazione

### Maratona 42195 metri
Italia Emanuele Zenucchi 2h 31' 41"(anno 2006)
 ItaliaMonica Casiraghi         2h 58' 19" (anno 2010)

### Mezza maratona 21097 metri
ItaliaMarco Pasinetti    1h 12' 08" (anno 2004)
 ItaliaKatiuscia Nozza Bielli 1h 24' 14" (anno 2004)